# Xã Franklin, Quận Lee, Iowa
Xã Franklin (tiếng Anh: Franklin Township) là một xã thuộc quận Lee, tiểu bang Iowa, Hoa Kỳ. Năm 2010, dân số của xã này là 1.369 người.